# Гурмузаки, Алеку
Алеку (Александр) Гурмузаки (рум. Alexandru Hurmuzaki; 16 августа 1823, село Черновка — 20 марта 1871, Неаполь, Италия) — румынский публицист, общественно-политический деятель, юрист, журналист, фольклорист. Брат Евдоксия и Георге Гурмузаки.
Один из основателей Румынской академии.

## Биография
Обучался в Черновицкой высшей немецкой гимназии, в 1848 окончил юридический факультет Венского университета.
Совместно со старшим братом Георге Гурмузаки издавал первую румынскую газету «Буковина» (Черновцы, 1848—1850), в которой были опубликованы шедевры румынского фольклора, в 1861 основал в Черновцах интернациональное общество, руководителем которого стал его брат Георге. В этом обществе активно участвовали различные слои населения. Общество печатало свой журнал «Foaiei» («Листок»), на страницах которого печаталась поэзия, проза и театральные пьесы.
В 1848 году в журнале «Foaiei» В. Александри печатал свои стихи, гимны, баллады, пьесы. Значительное место в журнале занимала политическая и литературная хроника. Этот журнал первым объявил об учреждении «Академического общества румын в Бухаресте».
В 1862 Алеку Гурмузаки — один из инициаторов создания и первый председатель Общества румынской культуры и литературы Буковины.
В 1868 подал прошение австрийским властям о введении в учебный процесс румынского языка, как языка общения румын, а также учебного предмета национальной истории в школьную программу.
Алеку Гурмузаки избирался депутатом Буковинского сейма и Венского парламента. Благодаря своим организаторским способностям, писательскому таланту и дипломатическому такту Алеку Гурмузаки вместе с братом стали выдающимися политическими деятелями Буковины.
Автор брошюр и статей:
- Ретроспективный взгляд (1849),
- Речь, произнесенная на открытии первого собрания румынского объединения в Черновцах (1862),
- Три тени (1865),
- Национальный театр в Черновцах (1865, 1868),
- Арон Пумнула (1866),
- Об отсутствии публичного образования у нас, румын (1866),
- В. Александри в Черновцах (1867).